# Mistrovství čtyř kontinentů v rychlobruslení 2020
Mistrovství čtyř kontinentů v rychlobruslení 2020 se konalo ve dnech 31. ledna – 2. února 2020 v rychlobruslařské hale Pettit National Ice Center v americkém Milwaukee. Jednalo se o premiérový ročník společného šampionátu neevropských závodníků. Závodilo se na jednotlivých tratích.
Následující šampionát, který se měl konat v lednu 2021 v Calgary, byl v říjnu 2020 kvůli pandemii covidu-19 zrušen.
| Program                                                                             | Program                                                         | Program                                                       |
| 31. ledna                                                                           | 1. února                                                        | 2. února                                                      |
| ----------------------------------------------------------------------------------- | --------------------------------------------------------------- | ------------------------------------------------------------- |
| 500 m ženy 500 m muži 3000 m ženy 5000 m muži týmový sprint ženy týmový sprint muži | 1500 m ženy 1500 m muži hromadný start ženy hromadný start muži | 1000 m ženy 1000 m muži stíhací závod ženy stíhací závod muži |

## Muži

### 500 metrů
Závodu se zúčastnilo 17 závodníků.
| Pořadí           | Jméno                 | Země        | Čas   |
| ---------------- | --------------------- | ----------- | ----- |
| Zlatá medaile    | Kim Čun-ho            | Jižní Korea | 34,59 |
| Stříbrná medaile | Alex Boisvert-Lacroix | Kanada      | 34,73 |
| Bronzová medaile | Roman Kreč            | Kazachstán  | 34,94 |
| 4.               | Laurent Dubreuil      | Kanada      | 34,95 |
| 5.               | Júja Oikawa           | Japonsko    | 34,96 |
| 6.               | Koki Kubo             | Japonsko    | 35,09 |
| 7.               | Jacob Graham          | Kanada      | 35,20 |
| 8.               | Čcha Min-kju          | Jižní Korea | 35,28 |
| 9.               | Brett Perry           | USA         | 35,50 |
| 10.              | Artur Galijev         | Kazachstán  | 35,63 |

### 1000 metrů
Závodu se zúčastnilo 16 závodníků.
| Pořadí           | Jméno                   | Země        | Čas         |
| ---------------- | ----------------------- | ----------- | ----------- |
| Zlatá medaile    | Koki Kubo               | Japonsko    | 1:08,54 (4) |
| Stříbrná medaile | Laurent Dubreuil        | Kanada      | 1:08,54 (6) |
| Bronzová medaile | Kim Čin-su              | Jižní Korea | 1:08,84     |
| 4.               | David La Rue            | Kanada      | 1:09,02     |
| 5.               | Čcha Min-kju            | Jižní Korea | 1:09,12     |
| 6.               | Conor McDermott-Mostowy | USA         | 1:09,59     |
| 7.               | Alexandr Klenko         | Kazachstán  | 1:09,66     |
| 8.               | Wang Chao-tchien        | Čína        | 1:10,18     |
| 9.               | Stanislav Palkin        | Kazachstán  | 1:10,25     |
| 10.              | Artur Galijev           | Kazachstán  | 1:10,40     |

### 1500 metrů
Závodu se zúčastnilo 16 závodníků.
| Pořadí           | Jméno            | Země        | Čas     |
| ---------------- | ---------------- | ----------- | ------- |
| Zlatá medaile    | Kim Min-sok      | Jižní Korea | 1:44,56 |
| Stříbrná medaile | Jess Neufeld     | Kanada      | 1:45,99 |
| Bronzová medaile | Jake Weidemann   | Kanada      | 1:46,49 |
| 4.               | David La Rue     | Kanada      | 1:46,72 |
| 5.               | Mamoru Takada    | Japonsko    | 1:46,81 |
| 6.               | Wang Chao-tchien | Čína        | 1:46,90 |
| 7.               | Justin Stelly    | USA         | 1:47,09 |
| 8.               | Sü Fu            | Čína        | 1:47,24 |
| 9.               | Takuro Ogawa     | Japonsko    | 1:47,40 |
| 10.              | Ču Hjong-čun     | Jižní Korea | 1:48,07 |

### 5000 metrů
Závodu se zúčastnilo 9 závodníků.
| Pořadí           | Jméno            | Země        | Čas     |
| ---------------- | ---------------- | ----------- | ------- |
| Zlatá medaile    | Vitalij Ščigolev | Kazachstán  | 6:19,33 |
| Stříbrná medaile | Dmitrij Morozov  | Kazachstán  | 6:19,48 |
| Bronzová medaile | Emery Lehman     | USA         | 6:23,29 |
| 4.               | Čong Če-won      | Jižní Korea | 6:24,75 |
| 5.               | Om Čchon-ho      | Jižní Korea | 6:25,45 |
| 6.               | Takuro Ogawa     | Japonsko    | 6:25,73 |
| 7.               | Kaleb Muller     | Kanada      | 6:26,27 |
| 8.               | Jake Weidemann   | Kanada      | 6:33,06 |
| 9.               | Hayden Mayeur    | Kanada      | 6:33,55 |

### Závod s hromadným startem
Závodu se zúčastnilo 12 závodníků.
| Pořadí           | Jméno            | Země        | Body | Čas     |
| ---------------- | ---------------- | ----------- | ---- | ------- |
| Zlatá medaile    | Om Čchon-ho      | Jižní Korea | 64   | 8:31,94 |
| Stříbrná medaile | Čong Če-won      | Jižní Korea | 41   | 8:32,11 |
| Bronzová medaile | Ian Quinn        | USA         | 21   | 8:32,39 |
| 4.               | Takuro Ogawa     | Japonsko    | 11   | 8:34,75 |
| 5.               | Jess Neufeld     | Kanada      | 10   | 8:32,73 |
| 6.               | Mamoru Takada    | Japonsko    | 6    | 8:33,24 |
| 7.               | Darius Eshete    | Austrálie   | 3    | 8:51,15 |
| 8.               | Yeerken Teenbuli | Čína        | 1    | 8:38,61 |
| 9.               | Hayden Mayeur    | Kanada      | 0    | 8:34,95 |
| 10.              | Tchaj Wej-lin    | Tchaj-wan   | 0    | 8:37,70 |

### Týmový sprint
Závodu se zúčastnilo 5 týmů.
| Pořadí           | Tým                                                          | Čas     |
| ---------------- | ------------------------------------------------------------ | ------- |
| Zlatá medaile    | Jižní Korea Čcha Min-kju, Kim Čun-ho, Kim Čin-su             | 1:21,08 |
| Stříbrná medaile | Čína Chou Kchaj-po, Sü Fu, Wang Chao-tchien                  | 1:21,35 |
| Bronzová medaile | Kazachstán Alexandr Klenko, Artur Galijev, Stanislav Palkin  | 1:21,41 |
| 4.               | Kanada Alex Boisvert-Lacroix, Laurent Dubreuil, David La Rue | 1:21,59 |
| 5.               | USA Brett Perry, Kimani Griffin, Conor McDermott-Mostowy     | 1:22,41 |

### Stíhací závod družstev
Závodu se zúčastnilo 5 týmů.
| Pořadí           | Tým                                                           | Čas     |
| ---------------- | ------------------------------------------------------------- | ------- |
| Zlatá medaile    | Kanada Jake Weidemann, Hayden Mayeur, Kaleb Muller            | 3:44,36 |
| Stříbrná medaile | Jižní Korea Om Čchon-ho, Kim Min-sok, Čong Če-won             | 3:47,62 |
| Bronzová medaile | Kazachstán Vitalij Ščigolev, Dmitrij Morozov, Demjan Gavrilov | 3:47,90 |
| 4.               | Čína Wang Chao-tchien, Yeerken Teenbuli, Jü Jang              | 3:58,87 |
| —                | USA Ethan Cepuran, Emery Lehman, Ian Quinn                    | DSQ     |

## Ženy

### 500 metrů
Závodu se zúčastnilo 15 závodnic.
| Pořadí           | Jméno                       | Země        | Čas   |
| ---------------- | --------------------------- | ----------- | ----- |
| Zlatá medaile    | Kim Min-son                 | Jižní Korea | 38,41 |
| Stříbrná medaile | Brooklyn McDougallová       | Kanada      | 38,53 |
| Bronzová medaile | Kim Hjon-jong               | Jižní Korea | 38,55 |
| 4.               | Erin Jacksonová             | USA         | 38,56 |
| 5.               | Kurumi Inagawaová           | Japonsko    | 38,63 |
| 6.               | Pchej Čchung                | Čína        | 38,74 |
| 7.               | Noemie Fisetová             | Kanada      | 38,97 |
| 8.               | Brianna Bocoxová            | USA         | 39,06 |
| 9.               | Maria Victoria Rodriguezová | Argentina   | 39,28 |
| 10.              | Alexa Scottová              | Kanada      | 39,33 |

### 1000 metrů
Závodu se zúčastnilo 13 závodnic.
| Pořadí           | Jméno                       | Země        | Čas     |
| ---------------- | --------------------------- | ----------- | ------- |
| Zlatá medaile    | Brianna Bocoxová            | USA         | 1:15,53 |
| Stříbrná medaile | Rio Jamadaová               | Japonsko    | 1:16,02 |
| Bronzová medaile | Mia Kilburgová-Manganellová | USA         | 1:16,04 |
| 4.               | Alexa Scottová              | Kanada      | 1:16,30 |
| 5.               | Kurumi Inagawaová           | Japonsko    | 1:16,40 |
| 6.               | Kim Hjon-jong               | Jižní Korea | 1:16,56 |
| 7.               | Kim Min-son                 | Jižní Korea | 1:17,04 |
| 8.               | Maddison Pearmanová         | Kanada      | 1:17,35 |
| 9.               | Pchej Čchung                | Čína        | 1:18,17 |
| 10.              | Chrysta Randsová            | USA         | 1:19,41 |

### 1500 metrů
Závodu se zúčastnilo 12 závodnic.
| Pořadí           | Jméno                 | Země        | Čas     |
| ---------------- | --------------------- | ----------- | ------- |
| Zlatá medaile    | Brianna Bocoxová      | USA         | 1:57,17 |
| Stříbrná medaile | Naděžda Morozovová    | Kazachstán  | 1:57,89 |
| Bronzová medaile | Pak Či-u              | Jižní Korea | 1:58,44 |
| 4.               | Alexa Scottová        | Kanada      | 1:58,47 |
| 5.               | Júna Onoderaová       | Japonsko    | 1:58,63 |
| 6.               | Maddison Pearmanová   | Kanada      | 2:00,11 |
| 7.               | Paige Schwartzburgová | USA         | 2:00,11 |
| 8.               | Čchen Siang-jü        | Čína        | 2:01,31 |
| 9.               | Nana Takahašiová      | Japonsko    | 2:01,46 |
| 10.              | Si Tung-süe           | Čína        | 2:05,09 |

### 3000 metrů
Závodu se zúčastnilo 11 závodnic.
| Pořadí           | Jméno                       | Země        | Čas     |
| ---------------- | --------------------------- | ----------- | ------- |
| Zlatá medaile    | Mia Kilburgová-Manganellová | USA         | 4:07,00 |
| Stříbrná medaile | Naděžda Morozovová          | Kazachstán  | 4:07,80 |
| Bronzová medaile | Nana Takahašiová            | Japonsko    | 4:11,00 |
| 4.               | Lindsey Kentová             | Kanada      | 4:12,21 |
| 5.               | Pak Či-u                    | Jižní Korea | 4:13,22 |
| 6.               | Ahena Er Adake              | Čína        | 4:14,21 |
| 7.               | Júna Onoderaová             | Japonsko    | 4:16,45 |
| 8.               | Čchen Siang-jü              | Čína        | 4:17,37 |
| 9.               | Ma Jü-chan                  | Čína        | 4:20,17 |
| —                | Maddison Pearmanová         | Kanada      | DSQ     |
| —                | Paige Schwartzburgová       | USA         | DSQ     |

### Závod s hromadným startem
Závodu se zúčastnilo 9 závodnic.
| Pořadí           | Jméno                       | Země        | Body | Čas      |
| ---------------- | --------------------------- | ----------- | ---- | -------- |
| Zlatá medaile    | Mia Kilburgová-Manganellová | USA         | 65   | 11:12,48 |
| Stříbrná medaile | Kim Po-rum                  | Jižní Korea | 40   | 11:12,70 |
| Bronzová medaile | Pak Či-u                    | Jižní Korea | 22   | 11:13,01 |
| 4.               | Ahena Er Adake              | Čína        | 11   | 11:13,77 |
| 5.               | Lindsey Kentová             | Kanada      | 8    | 11:14,55 |
| 6.               | Nana Takahašiová            | Japonsko    | 6    | 11:13,97 |
| 7.               | Ma Jü-chan                  | Čína        | 6    | 11:21,15 |
| —                | Paige Schwartzburgová       | USA         | DNS  | DNS      |
| —                | Béatrice Lamarcheová        | Kanada      | DNS  | DNS      |

### Týmový sprint
Závodu se zúčastnily 4 týmy.
| Pořadí           | Tým                                                                | Čas     |
| ---------------- | ------------------------------------------------------------------ | ------- |
| Zlatá medaile    | Kanada Noemie Fisetová, Brooklyn McDougallová, Maddison Pearmanová | 1:29,82 |
| Stříbrná medaile | Jižní Korea Kim Hjon-jong, Kim Min-či, Kim Min-son                 | 1:30,70 |
| Bronzová medaile | Čína Čang Li-na, Pchej Čchung, Čchen Siang-jü                      | 1:33,38 |
| 4.               | USA Blair Cruikshanková, Erin Jacksonová, Chrysta Randsová         | 1:33,48 |

### Stíhací závod družstev
Závodu se zúčastnily 3 týmy.
| Pořadí           | Tým                                                                      | Čas     |
| ---------------- | ------------------------------------------------------------------------ | ------- |
| Zlatá medaile    | USA Mia Kilburgová-Manganellová, Brianna Bocoxová, Paige Schwartzburgová | 3:02,55 |
| Stříbrná medaile | Kanada Lindsey Kentová, Alexa Scottová, Maddison Pearmanová              | 3:08,60 |
| Bronzová medaile | Čína Ahena Er Adake, Čchen Siang-jü, Ma Jü-chan                          | 3:14,15 |

## Medailové pořadí zemí
| Pořadí | Země        | Zlato | Stříbro | Bronz | Celkem |
| ------ | ----------- | ----- | ------- | ----- | ------ |
| 1.     | Jižní Korea | 5     | 4       | 4     | 13     |
| 2.     | USA         | 5     | 0       | 3     | 8      |
| 3.     | Kanada      | 2     | 5       | 1     | 8      |
| 4.     | Kazachstán  | 1     | 3       | 3     | 7      |
| 5.     | Japonsko    | 1     | 1       | 1     | 3      |
| 6.     | Čína        | 0     | 1       | 2     | 3      |